# Paté de Marrano
Paté de Marrano va ser un fanzine d'historietes espanyol, successor del Pota G, fundat a Madrid l'any 1993 per Ediciones Patéticas, un grup de dibuixants acabats de sortir de la facultat de Belles arts de Madrid: Javier Herráiz (Raiz), Cocoliso (Philippe de la Font), Luis Escombro, Albertoyos, Francisco Bueno, María Colino, entre d'altres, amb la col·laboració de coneguts dibuixants de fanzines contemporanis com Mauro Entrialgo, Álvarez Rabo o Sobornez. També van incorporar-se més endavant Luis Durán, Olaf, Álvarortega, Javier Olivares, Tamayo i molts més.
L'any 1995 va obtenir el premi al millor fanzine en el Saló Internacional del Còmic de Barcelona.
Després d'onze nombres publicats, el Paté de Marrano va deixar de publicar-se l'any 1997, refundant-se com un nou fanzine, el Cretino.